# فال‌آوت: نیو وگاس
فال‌آوت: نیو وگاس (به انگلیسی: Fallout: New Vegas) یک بازی ویدئویی پسارستاخیزی در سبک نقش‌آفرینی اکشن از مجموعه بازی‌های فال‌آوت است که به‌وسیلهٔ آبسیدین انترتینمنت ساخته شده و توسط شرکت بتزدا سافت‌ورکز برای پلی‌استیشن ۳، ایکس‌باکس ۳۶۰، و مایکروسافت ویندوز منتشر شده‌است. موقعیت این بازی در ایالت نوادا و اطراف لاس وگاس است. این بازی در اکتبر ۲۰۱۰ در سطح جهانی انتشار یافت.
فال‌آوت: نیو وگاس ادامه مستقیم فال‌اوت ۳ نیست. با این حال این بازی تجربه نقش‌آفرینی مشابهی را با فال‌آوت ۳ به همراه دارد.

## گیم پلی

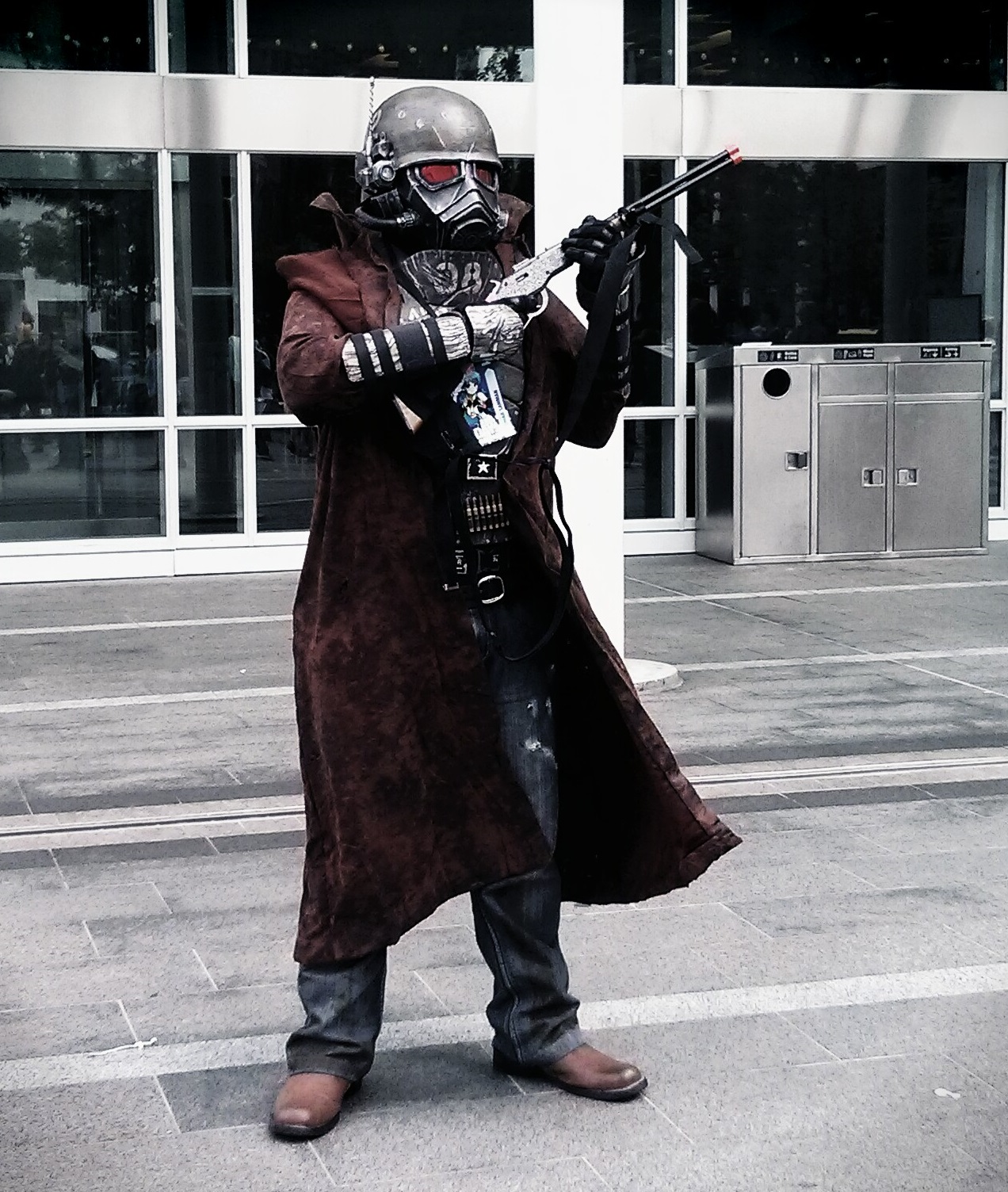
فال‌اوت: نیو وگاس

روند بازی مشابه با فال‌آوت ۳ می‌باشد با بهبود نکات منفی آن و اضافه شدن موارد جدید همانند:
1. سیستم reputation به علت وجود گروه‌های زیاد در بازی.
2. hardcore mod برای سخت‌تر شدن بازی همانند نیاز به خوردن و آشامیدن و خوابیدن برای زنده بودن و وزن دار بودن تیرها و…
3. اضافه شدن trateها همانند نسخه‌های اول و دوم.
4. بهبود تیراندازی بازی.
5. بهبود و گسترش crafting.
6. افزودن weapon modification.
7. تغییرات جزئی در level up.
8. اضافه شدن companion wheel برای کنترل بهتر همراهان.
9. اضافه شدن skill جدید بنام survival.
10. اضافه شدن سیستم قماربازی به علت موقعیت بازی و مینی گیم‌های مربوط به آن مانند بازی بلک جک، ماشین اسلات و… همچنین بازی کارتی جدیدی تحت عنوان کاراوان مخصوص این بازی ساخته شد.

بازی از موتور گیمبریو که در ساخت فال‌آوت ۳و آبلیویون استفاده شده بهره می‌برد. برای ساخت بازی سیستم نورپردازی بازی ارتقا یافته و موتور بازی دارای ارتقاهای جزئی و جدیدی است که ساخت مود برای بازی را آسان‌تر کرده ولی در بقیه بخش‌ها همانند نسخه پیشین خود است.

### محیط
بازی در صحرای موهاوی محیط پسا اخرالزمانی لاس وگاس که هم‌اکنون به نیو وگاس مشهور شده اتفاق می‌افتد. محیط بازی تقریباً برابر با نقشه فال اوت ۳ می‌باشد ولی لوکیشن‌های بیشتری دارد. همچنین در بازی از الگو رنگی نارنجی و قهوه ای در نور پردازی استفاده شده که حس خشک و داغ بودن را به بازیکن منتقل کند. محیط بازی محیطی جنگ زده‌است و این جنگ چه جنگ بزرگ و چه جنگ میان گروه‌های مختلف، بر گفته‌ها، رفتار شخصیت‌های بازی اثر گذاشته. در بازی تعداد زیادی گروه وجود دارد که اکثریت آنها قابل عضو شدن و نابود شدن هستند.

## داستان
سری فال اوت دنیای پس از جنگ بزرگ، یک نبرد جهانی که وقوع آن در سال ۲۰۷۷ میلادی بوده‌است را روایت می‌کند. این جنگ هسته‌ای بزرگ‌ترین فاجعه تاریخ بشری بود که بین ابرقدرت‌های جهانی (از جمله ایالات متحده آمریکا و جمهوری خلق چین و غیره…) درگرفت. پس از جنگ هیچ وقت مشخص نشد که اولین بمب را چه کشوری رها کرده بود. با وجود اینکه این جنگ فقط ۲ ساعت جریان داشت، از آن به عنوان «جنگ جهانی چهارم» یاد می‌شود زیرا بیشتر کشورها را به‌طور کامل تخریب کرد و اکثر قربانیان بلافاصله هنگام بمباران کشته شدند و بقیه به دلیل اثرات مخرب تشعشعات رادیواکتیو به اختلال ژنتیکی و بیماری‌های خونی و پوستی مبتلا شده‌اند.
داستان بازی ۲۰۰ سال بعد از جنگ بزرگ در ایالت نوادا و لاس وگاس، ۳ سال بعد از اتفافات فال‌اوت ۳ رخ می‌دهد. ۳ ماه پس از نبرد سد هوور بین نیروهای NCR و Legion هفت نامه رسان توسط mojave express استخدام می‌شوند برای حمل یک بسته مهم و شما در نقش یکی از آنها هستید ولی توسط مردانی مشکوک تیر می‌خورید که با کمک یک…
بازی دارای داستانی وسیع و پایان‌های مختلف است و اعمال بازیکن در دنیای بازی و پایان آن تأثیر می‌گذارد.

## بسته‌های الحاقی
بازی دارای چهار بسته الحاقی داستانی بنام‌های:
Dead money
Honest hearts
Old World blues
Lonesome road
و یک Item pack تحت عنوان Gun runners arsenal می‌باشد.
همچنین آیتم‌های pre_order بازی در یک بسته الحاقی جزئی بنام Courier 's stash منتشر شد که ابتدای بازی در اختیار بازیکن است که شروع بازی را راحت‌تر کرده. تمام بسته‌های الحاقی بازی در نسخه Ultimate edition بازی موجود می‌باشد.